# Victoria Emslie
 (août 2023).
Le contenu est difficilement compréhensible vu les erreurs de traduction, qui sont peut-être dues à l'utilisation d'un logiciel de traduction automatique.
Victoria Emslie née à Londres en Angleterre, est une actrice britannique de théâtre, de télévision et de cinéma.
Elle est surtout connue pour ses rôles dans Downton Abbey, The Theory of Everything, The Frankenstein Chronicles, The Danish Girl, Grace ainsi que dans la série télévisée adaptée de 12 Monkeys,.

## Biographie
Emslie grandit à Londres en Angleterre. Elle a une maîtrise en Français et en Arabe de l'Université de St Andrews. Elle a décidé d'apprendre  ces langues pour avoir l'opportunité de vivre à l'étranger et de voyager. Ensuite, elle suit une formation à l'école MA Acting For Screen au Central School of Speech and Drama.

## Carrière

### Télévision
En 2014, elle interprète une Protagoniste dans le clip vidéo Cocoon du groupe Catfish and the Bottlemen.
En 2015, elle rejoint le casting de Downton Abbey et joue le rôle d'Audrey, un personnage secondaire dans la sixième saison de la série.
Elle interprète le rôle d'Automaton dans la série télévisée d'ITV, The Frankenstein Chronicles. Afin de se préparer pour son rôle, elle a dû procéder à un moulage complet de son corps incluant des répliques exactes de ses mains et de son visage.
En 2018, elle décroche son premier rôle principal, celui d'Amelia, dans la série télévisée 12 Monkeys.
Dans le rôle du court métrage Dusk, elle travaille avec Jake Graf, qu'elle a rencontré en travaillant sur le film The Danish Girl.
En 2023, elle retourne à Brighton, à proximité de la ville où elle a grandi pour rejoindre la série Grace, basée sur le roman de Peter James Not Dead Yet, où elle interprète le rôle principal de Gaia Lafayette, une rock star.

### Théâtre
Elle interprète un rôle dans Lotty's War, lors de la tournée au Royaume-Uni en 2016. La production est retournée à Guernesey, où la pièce de théâtre devait être jouée. Elle a affirmé que c'était un privilège d'en faire partie et que c'était rafraîchissant d'avoir un personnage principal féminin très affirmé dans cette pièce de théâtre.

### Activisme
Elle est aussi membre de Time's Up UK et ERA 50:50. Elle a lancé la plateforme Primetime à Cannes Film Festival en 2019 pour fournir une solution au défi qu'est l'inégalité de genres dans les coulisses au sein de l'industrie de divertissement. Elle a déclaré que Primetime est une base de données centralisée de toutes les femmes qui travaillent dans l'industrie du divertissement, donc il n'y aura plus d'excuses de leur demander « où sont toutes les femmes,. » Elle a organisé la rencontre 300 1-2-1 au côté de "BECTU" entre les talents sous représentés ainsi que ceux qui ont le pouvoir d'embaucher. Cela a résulté à de hauts niveaux de travail dans la télévision pour ceux qui y ont assisté. Emslie et la plateforme Primetime ont été nommées et ont gagné de multiples prix comme 'Shaker Of The Year Award' et en 2023, elle a été listée comme une des 100 meilleures femmes du NatWest travaillant dans les entreprises sociales.
Le 30 septembre 2021, elle était participante dans le « Kindness In Film Summit » pour 'Duty Of Care Towards Actors'. Il a été établi d'apporter de la sensibilisation de meilleures pratiques au sein de l'industrie du divertissement, surtout depuis le début de la pandémie du COVID.
L'actrice croit que tout le monde à sa part à jouer pour faire du changement. C'est aussi la responsabilité de ceux ayant un privilège de l'utiliser pour faire de l'espace pour que ce soit représentatif pour tous.
Elle a lancé des fonds au Festival de Cannes en 2023 pour financer le travail des réalisatrices féminines/non-binaires. Le festival a mis en vedette Jodie Whittaker.

## Image publique
Elle a été nommée « One To Watch » dans le magazine Kneon et défend la séparation de la vie privée et professionnelle des interprètes.
Elle apparait dans le livre du photographe Simon Annand Time To Act, ainsi que dans celui de Helen O'Hara Women vs Hollywood: The Fall and Rise of Women in Film. Elle a participé à un podcast où elle explique qu'il n'y a pas assez de femmes dans les coulisses. Elle a décrit les pressions qui augmentent en étant une femme dans l'industrie du divertissement et est activiste pour que l'industrie soit un milieu plus sûr pour tous. Elle a récemment déclaré d'être dans le Jury pour BAFTA Scotland dans la catégorie de meilleure Actrice, étant jury au BAFTA dans la catégorie de casting. Elle a siégé pour le « Disability Advisory Group » de BAFTA.
Elle est ambassadrice de la charité des personnes en situation d'itinérance de St Mungo et elle a monté le « Scafell Pike and Ben Nevis » avec ses clients. Elle a aussi participé à leurs campagnes.

## Filmographie

### Séries télévisées
- 2015 : Downton Abbey : Audrey
- 2017 : The Frankenstein Chronicles : Automaton
- 2018 : 12 Monkeys : Amelia
- 2023 : Grace : Gaia Lafayette

### Films
- 2013 : The Christmas Candle : Mrs. Haddington 1690
- 2014 : Une merveilleuse histoire du temps : Sarah
- 2015 : The Danish Girl : une employée de musée
- 2018 : Love Type D : Susannah
- 2021 : I'm Not In Love : Lydia

### Courts métrages
- 2014 : Her Forgotten Act : Actrice
- 2016 : Speakeasy : Alice
- 2017 : Run It Off : Kate
- 2017 : Dusk : Julie

### Vidéoclips
- 2014 : Cocoon de Catfish and the Bottlemen : protagoniste